# Theodor Schroeder (Politiker)

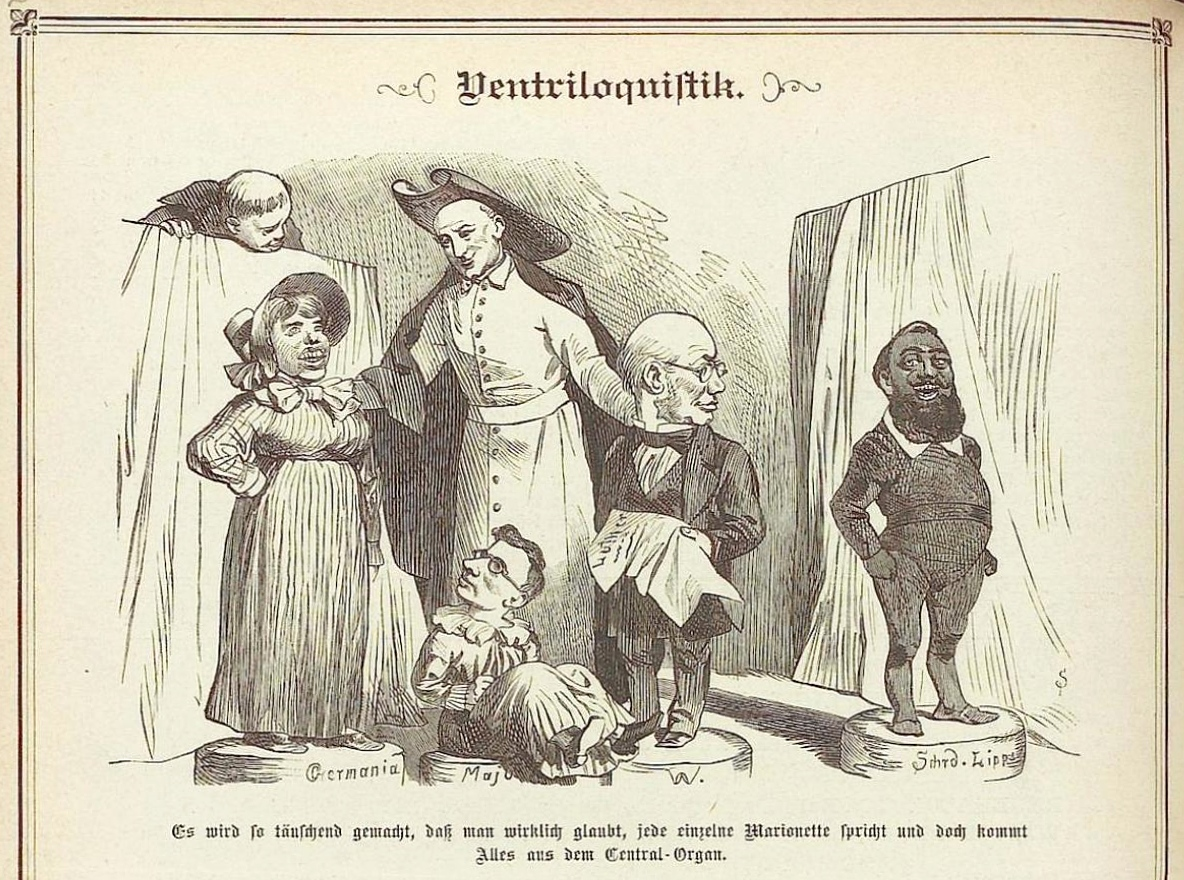
Spottbild von Theodor Schroeder (rechte Figur) als „Marionette“ des als Bauchredner dargestellten Papstes Leo XIII. (1883)

Theodor Schroeder (* 9. April 1829 in Mülheim/Möhne; † 8. Juni 1890 in Berlin) war ein deutscher Jurist und Reichstagsabgeordneter der Zentrumspartei.

## Leben
Schroeder begann an der Rheinischen Friedrich-Wilhelms-Universität Rechtswissenschaft zu studieren. 1847 wurde er Mitglied des Corps Guestphalia Bonn. Er beteiligte sich als Brrikadenkämpfer aktiv an der Revolution von 1848/49. Er wechselte an die Albertus-Universität Königsberg. Den Vorbereitungsdienst leistete er in Insterburg, Halberstadt, Naumburg a/S. und Paderborn. 1854 bestand er sein Examen als Gerichtsassessor und war bis 1864 als Jurist im Staatsdienst tätig. Danach war er von 1865 bis 1873 als Rechtsanwalt und Notar beim Kreisgericht in Beuthen zugelassen. Ab 1873 war er Rechtsanwalt in Berlin. Ab 1879 praktizierte er in Breslau und war dort beim Oberlandesgericht Breslau zugelassen. Zeitweise wohnte er auch in Höxter. Schließlich erwarb er das Schloss Güchkröttendorf bei Weismain.
Schroeder war Mitglied der Zentrumspartei. Von 1871 bis 1884 vertrat er als Abgeordneter den Wahlkreis Regierungsbezirk Arnsberg 8 (Lippstadt, Brilon) im Reichstag (Deutsches Kaiserreich). Außerdem gehörte er von 1873 bis 1882 dem Preußischen Abgeordnetenhaus an. Er vertrat den Wahlkreis Lippstadt-Arnsberg-Brilon. Im Rahmen seiner parlamentarischen Tätigkeit trat er vor allem als Redner, Referent und Berichterstatter in rechtlichen Fragen hervor. In der Zentrumsfraktion spielte er eine führende Rolle. Schröder galt seinen Zeitgenossen als „frommer Ultramontaner“, dem freilich auch eine Form von „Judenhetze“ vorgeworfen wurde, die man als „einer preußischen Kammer für durchaus unwürdig“ bezeichnete.